# Ітонський коледж
Іто́нський ко́ледж (англ. Eton College, повна назва: The King's College of Our Lady of Eton beside Windsor) — приватна британська школа для хлопчиків. Коледж заснований в 1440 році королем Генріхом VI. За час свого існування випустив 19 прем'єр-міністрів Великої Британії. Колишній прем'єр-міністр і лідер Консервативної партії Великої Британії Девід Камерон — випускник Ітона.
Ітонський коледж знаходиться за 30 км на захід від Лондона, на березі Темзи, поруч з королівським Віндзорським палацом. Офіційний статус школи — приватна школа-пансіон для хлопчиків 13—18 років. Ціна за навчання — 42 501 фунтів стерлінг (56 600 доларів) на рік. Всього в Ітоні вчиться 1300 студентів, декотрі не платять за навчання, адже вони є почесними королівськими стипендіатами.

## Історія
Ітонський коледж заснований 1440 року за наказом англійського короля Генріха VI. Завданням коледжу була підготовка студентів для Королівського коледжу Кембриджського університету, також заснованого Генріхом VI роком пізніше.
В архівах середини XVI століття збереглися свідчення про спартанські умови для учнів Ітонського коледжу. Юнаки вставали о 5 ранку, читали молитву й о шостій мали бути в класах. Навчання велось латиною. Рівно о 8 вечора учні поверталися в кімнати й після молитви лягали спати. Протягом дня середньовічних студентів годували всього двічі, а в п'ятницю був строгий піст. Канікули — 3 тижні на Різдво, протягом яких студенти залишалися в коледжі, і три тижні влітку, коли можна було роз'їхатися по домівках.
Протягом усієї історії спостерігається зв'язок Ітона з британським королівським домом. Це пояснюється тим, що, по-перше, коледж завжди був під особистим патронажем королівської сім'ї, а, по-друге, коледж розміщений фактично за декілька кроків від королівського замку Віндзор. Король Георг III, що перебував на престолі протягом 60 років — з 1760 по 1820, майже все життя прожив у Віндзорі. Він часто заходив до коледжу «побесідувати» з професорами та студентами.

## Ітон в XXI столітті

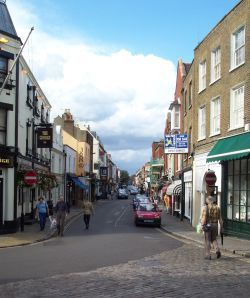
Головна вулиця Ітона, від Віндзорського мосту до Ітонського коледжу

Незважаючи на свою історію, сучасний Ітон обладнаний за стилем XXI століття. Факультети фізики, хімії та біології за кількістю і якістю експериментальних установок випереджають багато університетів світу. Навчання акторської майстерності проводиться на базі власного театру на 400 місць, з професійним світлом та звуком. У центрі дизайну та технологій студенти конструюють нові моделі автомобілів для перегонів. Юні музиканти мають унікальну можливість працювати в професійній студії звукозапису. Факультети іноземних мов вражають: нині 150 студентів вивчають китайську, 70 — японську, 50 — арабську мови. Європейські мови входять в обов'язкову шкільну програму.
Ітон — повноцінна школа-пансіон. Проживання в коледжі — в одномісних кімнатах з інтернетом та комп'ютерною мережею.
У школі можна займатися багатьма видами спорту. Однак найпопулярніші — традиційні футбол, регбі, крикет. За результатами випускних екзаменів A-levels Ітон стабільно займає перші місця в британських рейтингових таблицях. Відбір при вступі в коледж достатньо суворий. Попри те, що до коледжу вступають в 13 років, перші вступні екзамени складають уже в 10—11 років. Відібрані повинні пройти «другий тур» уже в 13 років, куди входять екзамени не тільки з математики та фізики, але й з історії, географії, французької, латині, релігії і т. д.

## Вступ для іноземців
Через довгий і важкий процес іноземцю вступити до Ітона доволі важко. Крім практично вільного володіння англійською, необхідно ще мати навички складання екзаменів і написання тестів, знання англійської літератури, вміння «мислити» і «діяти» так, як це прийнято в англійських приватних школах. Єдиний спосіб підготувати хлопчика з іншої країни до вступу в Ітон — це привезти його в Англію у віці 7-9 років і віддати в одну з підготовчих шкіл-пансіонів, де він вчитиметься разом з англійськими дітьми, яких готують до вступу в Ітон за спеціальною програмою.

## Відомі випускники
- Томас Арн
- Майкл Ґоулдер
- Перрі Андерсон
- Альфред Джулс Еєр
- Борис Джонсон